# Agathosma aemula
Agathosma aemula là một loài thực vật có hoa trong họ Cửu lý hương. Loài này được Schltr. mô tả khoa học đầu tiên năm 1899.